# Anton Gottfried Alberti
Anton Gottfried Alberti (* 15. März 1727 in Burgdorf bei Hannover; † 3. August 1787 in Ratzeburg) war ein deutscher evangelisch-lutherischer Geistlicher.

## Leben
Anton Gottfried Alberti wurde als Sohn des Bürgermeisters von Burgdorf geboren. Im Alter von 10 Jahren verließ er seine Heimatstadt und ging zunächst in Schöningen, später in Helmstedt zur Schule. Er studierte zwei Jahre auf der Universität Helmstedt und ein weiteres Jahr in Göttingen. 1747 bis 1751 lebte er in Celle, danach war er bis 1755 Gehilfe des Pastors Wiezenhausen in Beedenbostel. Am Anfang des Siebenjährigen Krieges ging er als Feldprediger der hannoverschen Truppen nach England; 1757 kehrte er nach Deutschland zurück und übernahm 1758 die Predigerstelle in Suderburg. Ab 1765 war Alberti Superintendent in Dannenberg (Elbe). 1768 übernahm er die Superintendentur des Herzogtums Sachsen-Lauenburg in Ratzeburg.
Seine Tochter, Caroline Elisabeth, heiratete den Prediger Christoph Friedrich Heinrich Lindemann.